# Hilmar Oddsson
Hilmar Oddsson (Reykjavík, 1957) è un regista e sceneggiatore islandese.

## Filmografia parziale
- Come muore la bestia (Eins og skepnan deyr) (1986)
- Öskubuska og maðurinn sem átti engar buxur (1987) film per la televisione
- Tár úr steini (1995)
- Sporlaust  (1998)
- Kaldaljós  (2004)
- Kallakaffi (2005) serie tv
- Desember (2009)